# Prêmio Extra de Televisão de melhor atriz coadjuvante
O Prêmio Extra de melhor atriz coadjuvante é um dos prêmios oferecidos durante a realização do Prêmio Extra de Televisão, destinado a melhor atriz coadjuvante da televisão brasileira.

## Vencedoras e indicadas

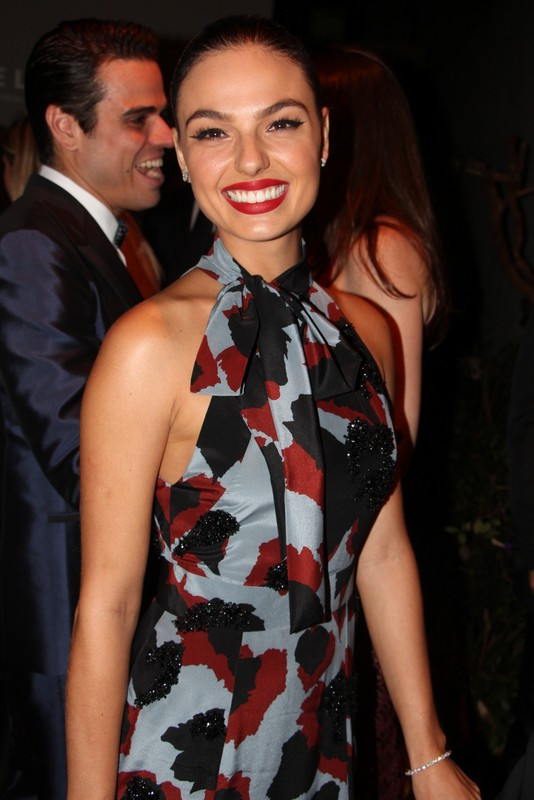
Isis Valverde ganhou por Beleza Pura (2008) e por Avenida Brasil (2012), sendo a atriz mais jovem a ganhar nesta categoria.

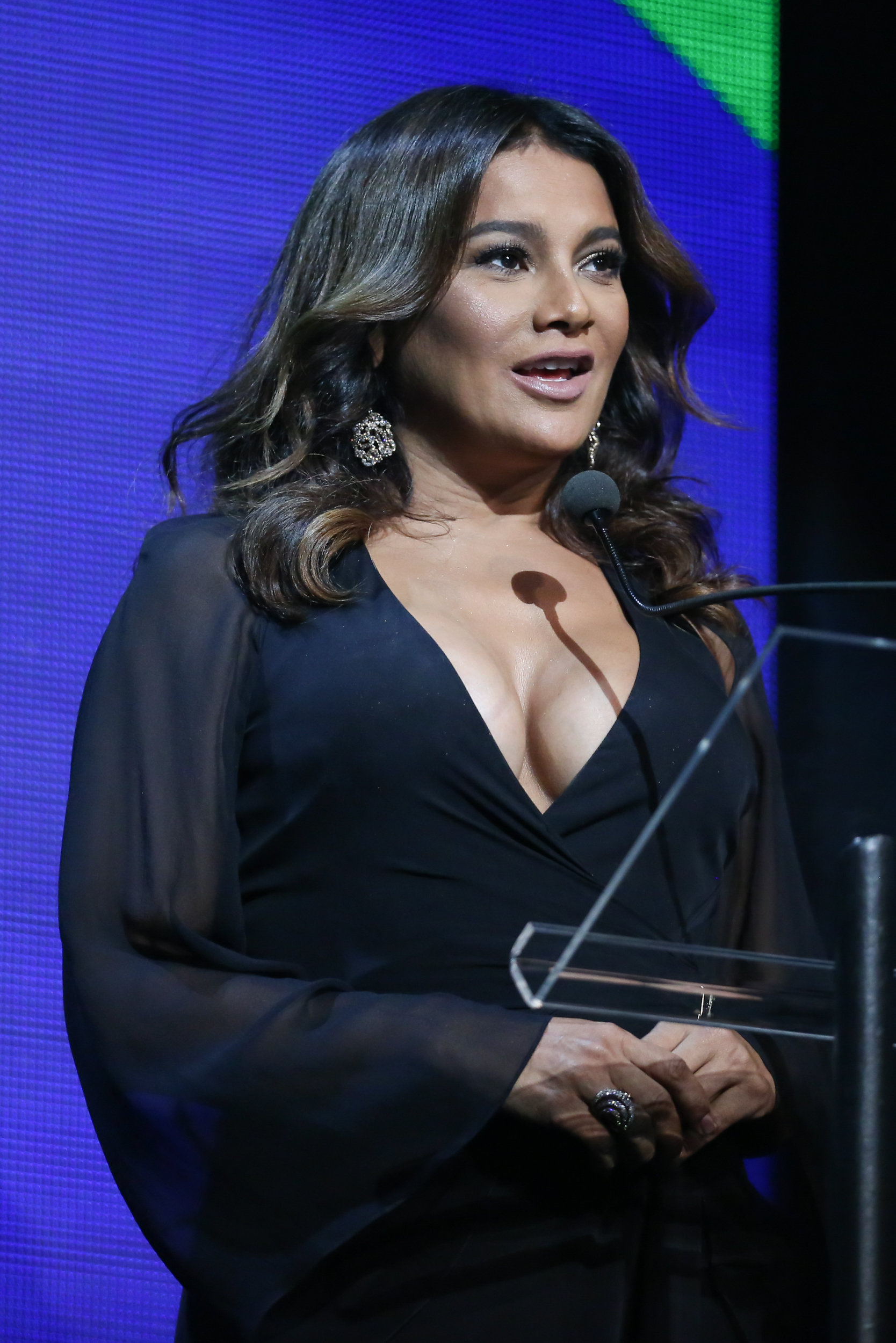
Dira Paes ganhou em 2009 por Caminho das Índias.

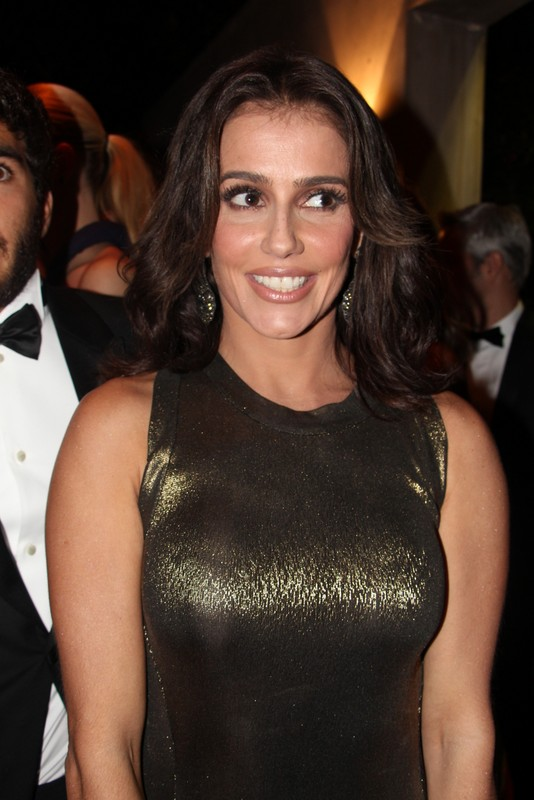
Deborah Secco ganhou por Insensato Coração (2011).

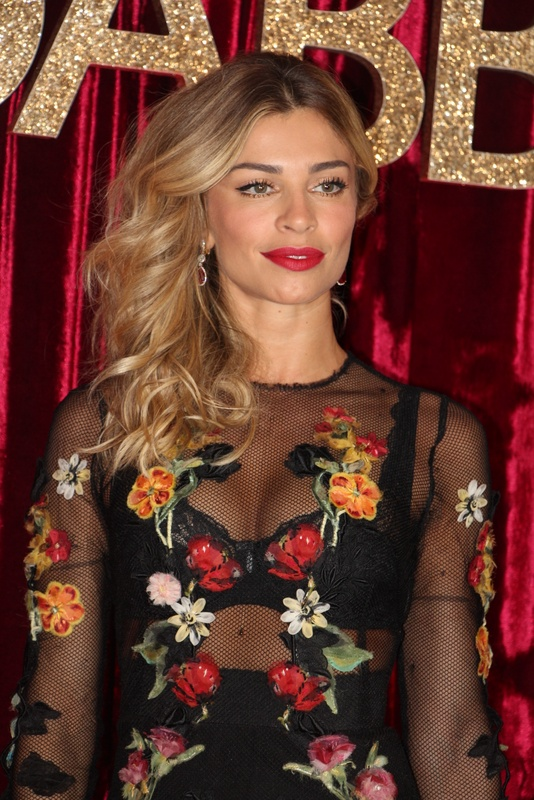
Grazi Massafera ganhou em 2015 por Verdades Secretas.

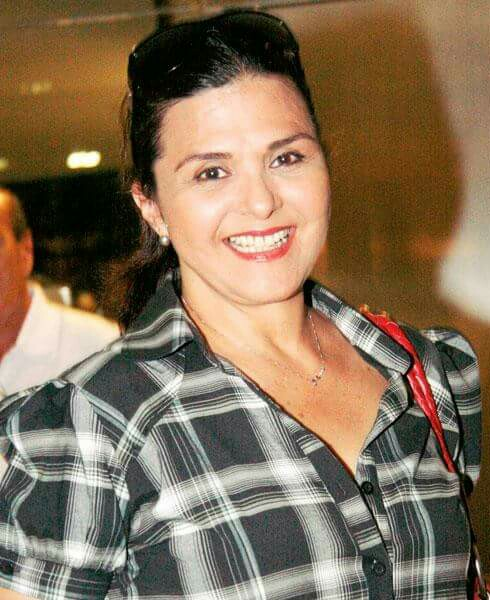
Elizângela ganhou por A Força do Querer (2017).

| Ano  | Atriz                | Novela                | Personagem                              | Ref.  |
| ---- | -------------------- | --------------------- | --------------------------------------- | ----- |
| 2008 | Isis Valverde        | Beleza Pura           | Rakelli dos Santos Saldanha             |       |
| 2008 | Andréia Horta        | Chamas da Vida        | Beatriz Oliveira Santos                 |       |
| 2008 | Deborah Secco        | A Favorita            | Maria do Céu Ferreira                   |       |
| 2008 | Glória Menezes       | A Favorita            | Irene Fontini                           |       |
| 2008 | Lília Cabral         | A Favorita            | Catarina Marelo Copola                  |       |
| 2009 | Dira Paes            | Caminho das Índias    | Norma Almeida (Norminha)                |       |
| 2009 | Ana Beatriz Nogueira | Caminho das Índias    | Ilana Gallo Goulart                     |       |
| 2009 | Bárbara Borges       | Bela, a Feia          | Elvira Palhares (Vivi)                  |       |
| 2009 | Cleo                 | Caminho das Índias    | Surya Abid Ananda                       |       |
| 2009 | Isabelle Drummond    | Caras & Bocas         | Bianca Bastos Conti da Silva            |       |
| 2009 | Laura Cardoso        | Caminho das Índias    | Laksmi Ananda                           |       |
| 2010 | Giovanna Antonelli   | Viver a Vida          | Dora Regina Vitória Vilela              |       |
| 2010 | Débora Falabella     | Escrito nas Estrelas  | Beatriz Cristina Tavares Miranda        |       |
| 2010 | Zezé Polessa         | Escrito nas Estrelas  | Sofia Tavares Miranda/Sofia Loren       |       |
| 2010 | Cleyde Yáconis       | Passione              | Brígida Gouveia                         |       |
| 2010 | Gabriela Duarte      | Passione              | Jéssica da Silva Rondelli               |       |
| 2010 | Irene Ravache        | Passione              | Clotilde Iolanda de Souza e Silva       |       |
| 2011 | Deborah Secco        | Insensato Coração     | Natalie Batista Cortez (Natalie Lamour) |       |
| 2011 | Ana Lúcia Torre      | Insensato Coração     | Anita Brandão (Tia Neném)               |       |
| 2011 | Cristiana Oliveira   | Insensato Coração     | Araci Laranjeira                        |       |
| 2011 | Deborah Evelyn       | Insensato Coração     | Eunice Alencar Machado                  |       |
| 2011 | Vanessa Giácomo      | Morde & Assopra       | Celeste de Sousa Sampaio                |       |
| 2011 | Zezé Polessa         | Cordel Encantado      | Maria Ternura (Ternurinha)              |       |
| 2012 | Isis Valverde        | Avenida Brasil        | Suellen Viegas                          |       |
| 2012 | Carolina Dieckmann   | Fina Estampa          | Teodora Bastos da Silva Pereira         |       |
| 2012 | Eliane Giardini      | Avenida Brasil        | Muricy Araújo                           |       |
| 2012 | Heloísa Perissé      | Avenida Brasil        | Monalisa Barbosa                        |       |
| 2012 | Letícia Isnard       | Avenida Brasil        | Ivana Araújo Oliveira                   |       |
| 2012 | Vera Holtz           | Avenida Brasil        | Lucinda Pereira Oliveira (Mãe Lucinda)  |       |
| 2013 | Elizabeth Savalla    | Amor à Vida           | Márcia do Espírito Santo Gentil         | [ 1 ] |
| 2013 | Bianca Rinaldi       | José do Egito         | Tany do Baixo Egito                     | [ 1 ] |
| 2013 | Fernanda Machado     | Amor à Vida           | Leila Melo Rodriguez                    | [ 1 ] |
| 2013 | Patrícia Pillar      | Lado a Lado           | Constância Assunção                     | [ 1 ] |
| 2013 | Totia Meirelles      | Salve Jorge           | Wanda Rodrigues                         | [ 1 ] |
| 2013 | Vanessa Giácomo      | Amor à Vida           | Aline Noronha                           | [ 1 ] |
| 2014 | Giovanna Antonelli   | Em Família            | Clara Proença Fernandes                 | [ 2 ] |
| 2014 | Cássia Kiss Magro    | O Rebu                | Gilda Rezende                           | [ 2 ] |
| 2014 | Deborah Secco        | Boogie Oogie          | Inês Navarrete Santos                   | [ 2 ] |
| 2014 | Dira Paes            | Amores Roubados       | Celeste Cavalcanti                      | [ 2 ] |
| 2014 | Marina Ruy Barbosa   | Império               | Maria Ísis Ferreira da Costa            | [ 2 ] |
| 2014 | Vanessa Gerbelli     | Em Família            | Juliana Proença Fernandes de Castro     | [ 2 ] |
| 2015 | Grazi Massafera      | Verdades Secretas     | Larissa Ramos                           | [ 3 ] |
| 2015 | Agatha Moreira       | Verdades Secretas     | Giovanna Lovatelli Ticiano (Kika)       | [ 3 ] |
| 2015 | Ana Beatriz Nogueira | Além do Tempo         | Emília Diffiori/Emília Navona Beraldini | [ 3 ] |
| 2015 | Cássia Kis Magro     | A Regra do Jogo       | Djanira                                 | [ 3 ] |
| 2015 | Cláudia Raia         | Alto Astral           | Samantha Santana (Samantha Paranormal)  | [ 3 ] |
| 2015 | Regina Duarte        | Sete Vidas            | Esther Viana                            | [ 3 ] |
| 2016 | Selma Egrei          | Velho Chico           | Encarnação de Sá Ribeiro                | [ 4 ] |
| 2016 | Camila Queiroz       | Êta Mundo Bom!        | Mafalda Pereira Torres                  | [ 4 ] |
| 2016 | Juliana Paiva        | Totalmente Demais     | Sandra Regina Matoso (Cassandra)        | [ 4 ] |
| 2016 | Leandra Leal         | Justiça               | Kellen Aparecida                        | [ 4 ] |
| 2016 | Nathalia Dill        | Liberdade, Liberdade  | Branca Farto Almeida                    | [ 4 ] |
| 2016 | Sabrina Petraglia    | Haja Coração          | Shirlei Rigoni Di Marino                | [ 4 ] |
| 2017 | Elizângela           | A Força do Querer     | Aurora Duarte                           |       |
| 2017 | Ingrid Guimarães     | Novo Mundo            | Elvira Matamouros / Madame Dalila       |       |
| 2017 | Julia Dalavia        | Os Dias Eram Assim    | Fernanda Sampaio (Nanda)                |       |
| 2017 | Laura Cardoso        | Sol Nascente          | Maria Correia (Dona Sinhá)              |       |
| 2017 | Marisa Orth          | Tempo de Amar         | Celeste Hermínia/Mafalda Torres         |       |
| 2017 | Grazi Massafera      | A Lei do Amor         | Luciane Cardoso Leitão                  |       |
| 2018 | Irene Ravache        | Espelho da Vida       | Margot Marques/Hildegard Breton         |       |
| 2018 | Débora Bloch         | Onde Nascem os Fortes | Rosinete Gouveia                        |       |
| 2018 | Fabiula Nascimento   | Segundo Sol           | Maria Cláudia Batista (Cacau)           |       |
| 2018 | Gabriela Duarte      | Orgulho e Paixão      | Julieta Bittencourt (Rainha do Café)    |       |
| 2018 | Letícia Colin        | Segundo Sol           | Rosa Câmara                             |       |
| 2018 | Rosi Campos          | O Tempo Não Para      | Agustina Maria da Concepção             |       |

## Resumo
| Atriz              | Número |
| ------------------ | ------ |
| Ísis Valverde      | 2      |
| Giovanna Antonelli | 2      |

| Atriz                | Número |
| -------------------- | ------ |
| Deborah Secco        | 3      |
| Ísis Valverde        | 2      |
| Vanessa Giácomo      | 2      |
| Giovanna Antonelli   | 2      |
| Cássia Kis Magro     | 2      |
| Ana Beatriz Nogueira | 2      |
| Zezé Polessa         | 2      |
| Grazi Massafera      | 2      |
| Gabriela Duarte      | 2      |
| Irene Ravache        | 2      |